# رعب ريد هوك
«رعب ريد هوك» (بالإنجليزية: The Horror at Red Hook)‏ هي قصة قصيرة بقلم هوارد فيليبس لافكرافت. وكتبها أيام 1-2 أغسطس، 1925،  ونشرت لأول مرة في عدد يناير 1927 من مجلة حكايات غريبة.